# Thornburg (Iowa)
Thornburg és una població dels Estats Units a l'estat d'Iowa. Segons el cens del 2000 tenia 84 habitants.

## Demografia
Segons el cens del 2000, Thornburg tenia 84 habitants, 33 habitatges, i 22 famílies. La densitat de població era de 162,2 habitants/km².
Dels 33 habitatges en un 30,3% hi vivien nens de menys de 18 anys, en un 60,6% hi vivien parelles casades, en un 3% dones solteres, i en un 33,3% no eren unitats familiars. En el 27,3% dels habitatges hi vivien persones soles el 12,1% de les quals corresponia a persones de 65 anys o més que vivien soles. El nombre mitjà de persones vivint en cada habitatge era de 2,55 i el nombre mitjà de persones que vivien en cada família era de 3,14.
Per edats la població es repartia de la següent manera: un 19% tenia menys de 18 anys, un 16,7% entre 18 i 24, un 28,6% entre 25 i 44, un 22,6% de 45 a 60 i un 13,1% 65 anys o més.
L'edat mediana era de 40 anys. Per cada 100 dones de 18 o més anys hi havia 119,4 homes.
La renda mediana per habitatge era de 45.313 $ i la renda mediana per família de 42.500 $. Els homes tenien una renda mediana de 26.250 $ mentre que les dones 20.536 $. La renda per capita de la població era de 15.954 $. Entorn del 9,1% de les famílies i el 4,9% de la població estaven per davall del llindar de pobresa.

## Poblacions més properes
El següent diagrama mostra les poblacions més properes.